# جيف هولواي
جيف هولواي (بالإنجليزية: Geoff Holloway)‏ هو عالم بيئة أسترالي، ولد في 1948.